# Mycyny
Mycyny (niem. Meitzen) – wieś w Polsce położona w województwie warmińsko-mazurskim, w powiecie olsztyńskim, w gminie Olsztynek. W latach 1975–1998 miejscowość administracyjnie należała do województwa olsztyńskiego.
Wieś leży w odległości około 7 km na północ od Olsztynka, 0,5 km na zachód od szosy Olsztynek - Łukta. Niedaleko przepływa rzeka Jemiołówka i rozciągają się duże obszary leśne. 

## Historia
Wieś założono w 1410 roku na prawie chełmińskim. W czasach krzyżackich wieś pojawia się w dokumentach w roku 1405, podlegała pod komturię w Olsztynku, były to dobra rycerskie o powierzchni 30 włók. 
W 1939 we wsi mieszkały 82 osoby. W tym czasie w Mycynach była szkoła i poczta. W 1997 roku mieszkało we wsi 58 osób. W 2005 w Mycynach było 67 mieszkańców

## Zabytki
- Cmentarz wojenny z 1914 roku, znajduje się przy drodze do kolonii Mycyny.